# Пи Андромеды
Пи Андромеды (лат. π Andromedae), 29 Андромеды (лат. 29 Andromedae), HD 3369 — кратная звезда в созвездии Андромеды на расстоянии 549 световых лет (около 168 парсеков) от Солнца. Видимая звёздная величина звезды — +4,36m.

## Характеристики
Первый компонент (HD 3369Aa) — бело-голубая звезда спектрального класса B5V. Видимая звёздная величина звезды — +4,4m. Светимость — около 1136 солнечных. Эффективная температура — около 15276 K.
Второй компонент (HD 3369Ab) — бело-голубая звезда спектрального класса B5V. Орбитальный период — около 143,6 суток.
Третий компонент (HD 3369Ac) — оранжевый карлик спектрального класса K6V. Видимая звёздная величина звезды — +13,1m. Удалён на 0,2 угловой секунды.
Четвёртый компонент (HD 3369B) — белая звезда спектрального класса A6V. Видимая звёздная величина звезды — +8,9m. Эффективная температура — около 8120 K. Удалён на 35,9 угловых секунд.
Пятый компонент (UCAC4 619-001760) — жёлто-белая звезда спектрального класса F3. Видимая звёздная величина звезды — +11,4m. Радиус — около 1,48 солнечного, светимость — около 2,834 солнечных. Эффективная температура — около 6146 K. Удалён на 55,2 угловых секунд.